# Romanza
Romanza ist die erste Kompilation des italienischen Crossoversängers Andrea Bocelli aus dem Jahr 1997. Das Album avancierte zum weltweiten Chartalbum, europaweiten Nummer-eins-Album sowie einem der weltweit meistverkauften Musikalben.

## Inhalt
Dem Album Romanza waren zwei Popalben Bocellis vorausgegangen, sein Debütalbum Il Mare Calmo Della Sera aus dem Jahre 1994 und Bocelli, das im folgenden Jahr erschien. Aus dem klassischen Album Viaggio Italiano wurde kein Lied übernommen.
Das Album enthält das Lied Con te partirò, das Bocelli 1995 in San Remo sang. Im Jahre zuvor, 1994, trat er mit Il Mare Calmo Della Sera an, das von Zucchero komponiert wurde. Mit einer Teilnehmerin von Sanremo, Gerardina Trovato, nahm Bocelli Vivere für sein Album auf, das unter anderem auch von Trovato verfasst wurde. Es beinhaltet zudem die bis dato bekanntesten und erfolgreichsten Lieder Bocellis, wie etwa Time to Say Goodbye, das er mit Sarah Brightman sang, wie auch die deutsche Version des Duetts Vivo Per Lei und Il Mare Calmo Della Sera, mit dem Bocelli 1994 erfolgreich beim Sanremo-Festival in der Kategorie Nouve Proposte angetreten war.
Des Weiteren interpretierte Bocelli in Romanza das Lied Caruso, das schon 1986 von Lucio Dalla geschrieben wurde und vom italienischen Tenor Enrico Caruso handelt. Auch Luciano Pavarotti sang später dieses Lied auf seinem Popalbum.
Ein weiteres Lied, das schon im Album Bocelli von 1995 erschien, war Macchine da Guerra, ein Antikriegslied. Auch Vivo Per Lei findet sich auf Romanza wieder, Bocelli hatte es mit verschiedenen Sängerin aus meist romanischsprachigen Ländern, wie Marta Sánchez gesungen, allerdings erschien in Romaanza die deutsch-italienische Version mit Judy Weiss, die auch als Singleauskopplung in den Charts erfolgreich war, in der Schweiz stieg sie auf Platz eins der Charts.
Romanza, das Lied, nach dem das Album benannt wurde, verfasste Mauro Malavasi, der auch später mehrere Lieder für Bocelli schrieb, unter anderem für das Album Sogno von 1999.
Ein weiteres Lied aus Bocelli ist Voglio Restare Così, das Bocelli selbst verfasst hatte.
Ein Bonuslied auf dem Album war eine Liveversion des Liedes Miserere, durch das Bocelli erstmals die Aufmerksamkeit der Öffentlichkeit auf sich lenken konnte. Die Version auf dem Album wurde 1995 während des Konzertes Night of the Proms aufgenommen. Bocelli sang es erstmals 1992 mit Zucchero, der es neben Bono auch selbst komponiert hatte. Weil Zucchero eine Tenorstimme verlangt hatte, sollte er erst mit Pavarotti singen, der jedoch ablehnte, sodass letztlich Bocelli singen durfte. Auf dem Album sangen beide es mit John Miles zusammen.

## Titelliste
1. Con te partirò – 4:09
2. Vivere (mit Gerardina Trovato) – 4:01
3. Per Amore – 4:41
4. Il Mare Calmo Della Sera – 4:40
5. Caruso – 5:16
6. Macchine Da Guerra – 4:08
7. Le Tue Parole – 3:57
8. Vivo Per Lei – Ich Lebe Für Sie (mit Judy Weiss) – 4:23
9. Romanza – 3:41
10. La Luna Che Non C'è – 4:30
11. Rapsodia – 5:28
12. Voglio Restare Così – 3:51
13. E Chiove – 4:21
14. Miserere (mit John Miles) – 4:05
15. Time To Say Goodbye (mit Sarah Brightman) – 4:04

## Kommerzieller Erfolg
Romanza avancierte europaweit zum Nummer-eins-Album, unter anderem in Belgien, Frankreich, den Niederlanden, Norwegen, Österreich oder auch der Schweiz.

### Chartplatzierungen
| ChartsChartplatzierungen       | Höchstplatzierung | Wochen |
| ------------------------------ | ----------------- | ------ |
| Deutschland (GfK)              | 2 (68 Wo.)        | 68     |
| Italien (FIMI)                 | 75 (8 Wo.)        | 8      |
| Österreich (Ö3)                | 1 (43 Wo.)        | 43     |
| Schweiz (IFPI)                 | 1 (68 Wo.)        | 68     |
| Vereinigte Staaten (Billboard) | 35 (91 Wo.)       | 91     |
| Vereinigtes Königreich (OCC)   | 6 (34 Wo.)        | 34     |

| ChartsJahrescharts (1997) | Platzierung |
| ------------------------- | ----------- |
| Deutschland (GfK)         | 3           |
| Österreich (Ö3)           | 6           |
| Schweiz (IFPI)            | 1           |

| ChartsJahrescharts (1998) | Platzierung |
| ------------------------- | ----------- |
| Deutschland (GfK)         | 87          |

### Auszeichnungen für Musikverkäufe
Das Album bekam weltweit vier Mal Gold, 64 Mal Platin sowie zwei Diamantene Schallplatte für über 12,6 Millionen verkauften Einheiten verliehen. Quellen zufolge soll es sich über 20 Millionen Mal verkauft haben, womit es nicht nur Bocellis meistverkaufte Veröffentlichung ist, sondern auch zu den weltweit meistverkauften Musikalben zählt.
| Land/Region                  | Auszeichnungen für Musikverkäufe (Land/Region, Auszeichnung, Verkäufe) | Verkäufe    |
| ---------------------------- | ---------------------------------------------------------------------- | ----------- |
| Argentinien (CAPIF)          | 3× Platin (Italienisch) · + 3× Platin (Spanisch)                       | 360.000     |
| Australien (ARIA)            | 7× Platin                                                              | 490.000     |
| Belgien (BRMA)               | 2× Platin                                                              | (100.000)   |
| Brasilien (PMB)              | Gold                                                                   | 100.000     |
| Deutschland (BVMI)           | Platin                                                                 | (500.000)   |
| Europa (IFPI)                | 6× Platin                                                              | 6.000.000   |
| Europa (Impala)              | 2× Platin                                                              | (800.000)   |
| Finnland (IFPI)              | Gold                                                                   | (28.592)    |
| Frankreich (SNEP)            | Diamant                                                                | (1.000.000) |
| Griechenland (IFPI)          | Gold                                                                   | (10.000)    |
| Italien (FIMI)               | Gold                                                                   | (50.000)    |
| Kanada (MC)                  | Diamant                                                                | 1.120.000   |
| Mexiko (AMPROFON)            | Platin                                                                 | 250.000     |
| Neuseeland (RMNZ)            | 5× Platin                                                              | 75.000      |
| Niederlande (NVPI)           | 2× Platin                                                              | (200.000)   |
| Norwegen (IFPI)              | 3× Platin                                                              | (90.000)    |
| Österreich (IFPI)            | Platin                                                                 | (50.000)    |
| Polen (ZPAV)                 | Platin                                                                 | (100.000)   |
| Portugal (AFP)               | 5× Platin                                                              | (200.000)   |
| Schweden (IFPI)              | Platin                                                                 | (80.000)    |
| Schweiz (IFPI)               | 7× Platin                                                              | (350.000)   |
| Spanien (Promusicae)         | 3× Platin                                                              | (300.000)   |
| Tschechien (IFPI)            | 6× Platin                                                              | (182.000)   |
| Ungarn (MAHASZ)              | Platin                                                                 | (50.000)    |
| Vereinigte Staaten (RIAA)    | 3× Platin                                                              | 4.200.000   |
| Vereinigtes Königreich (BPI) | Platin                                                                 | (300.000)   |
| Insgesamt                    | 4× Gold · 64× Platin · 2× Diamant ·                                    | 12.645.000  |

Hauptartikel: Andrea Bocelli/Auszeichnungen für Musikverkäufe